# Goenycta niveiguttata
Goenycta niveiguttata là một loài bướm đêm trong họ Noctuidae.